# 海洋和非海洋属临时登记册
海洋和非海洋属临时登记册（英語：Interim Register of Marine and Nonmarine Genera）是一个分类学数据库，它试图涵盖从1753年动物学（1758年植物学）到现在所有生物领域已公布的属名，以单一的、内部一致的分类学层次排列，以利于生物多样性信息学倡议和生物多样性（分类学）信息的一般用户。除了包含截至2020年3月已公布的490 000多个属名实例（还包括动物学中的亚属名）外，该数据库还保存了170多万个物种名称（130万个被列为 “已接受”），这部分数据不像属一级的数据那样保持最新或完整的状态。
IRMNG可以在线查询，以获取最新版本的数据集，也可以定期提供快照或数据转储，以便根据需要导入/上载到其他系统。

## 描述
IRMNG收录了标准化分类等级体系中大多数植物、动物和其他王国（包括活体和已灭绝的）的属、物种子集和主要的高等级的学名（仅），大多数条目都有相关的机读信息，包括生态环境（如海洋/非海洋）和现存/化石状态。该数据库希望全面覆盖所有界的已接受和未接受的属名，仅将物种名称的子集作为次要活动列入。在2020年3月发布的版本中，IRMNG包含492 620个属名，其中232 093个属名被列为 “已接受”，121 389个属名被列为 “未接受”，7 462个属名被列为“其他”状态，即临时未公布的属名、疑难学名、无记述名、taxon inquirendum或临时名称，131 676个属名被列为“不确定”（暂未评估）。
截至2020年3月，“标准学名”的估计数如下，按界分列：

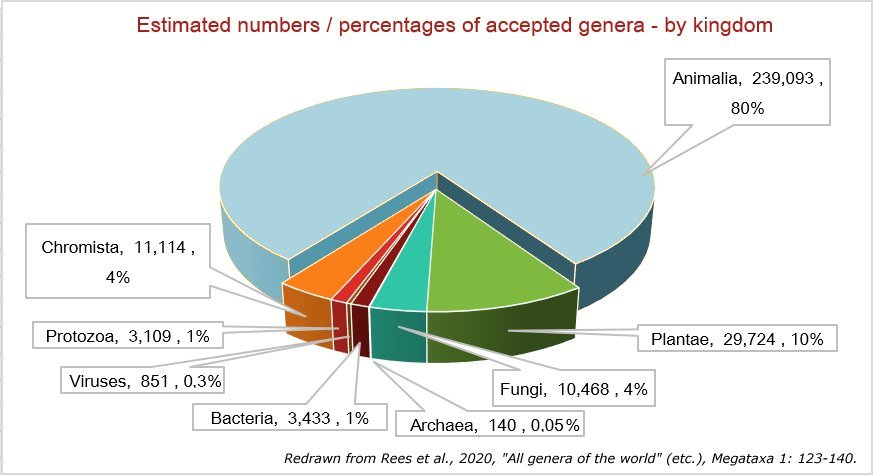
IRMNG：按界分列的估计已接受属总数----基于里斯等人，2020年

- 动物界：239,093 标准学名 (± 55,350)
- 植物界：28,724 标准学名 (± 7,721)
- 真菌界：10,468 标准学名 (± 182)
- 色藻界：11,114 标准学名 (± 1,268)
- 原生动物界：3,109 标准学名 (± 1,206)
- 细菌界：3,433 标准学名 (± 115)
- 古菌界：140 标准学名 (± 0)
- 病毒：851 标准学名 (± 0)

## 数据库位置和托管
IRMNG是由澳大利亚生物学家和数据经理托尼·里斯于2006年发起和设计的。由于他在这个项目和其他项目上的工作，2014年GBIF授予他艾伯·尼尔森奖。2006年至2014年，IRMNG位于CSIRO海洋与大气研究中心，2014年至2016年期间移至弗兰德斯海洋研究所（VLIZ）；自2016年起，所有发布的数据均可通过由VLIZ托管的新网站www.irmng.org。CSIRO海洋和大气VLIZ还使用共同的基础设施托管了世界海洋物种登记册（WoRMS）。

## 使用
IRMNG的内容以被用于多个全球性的生物多样性信息学项目，包括：Open Tree of Life、全球生物多樣性資訊機構、网络生命大百科、澳大利亚生物图鉴、全球命名解析器（Global Names Resolver）等。从2018年开始，IRMNG 的数据也被用在生物物种名录中用来填充分类层次，并为原生生物中的原生动物界和色藻界，藻类植物中的轮藻门、绿藻门、灰藻门、红藻门等一系列分类群提供通用名称。IRMNG识别码也被用来与维基百科的物种分类关联，并被储存于维基数据中。